# Dějiny ekonomického myšlení

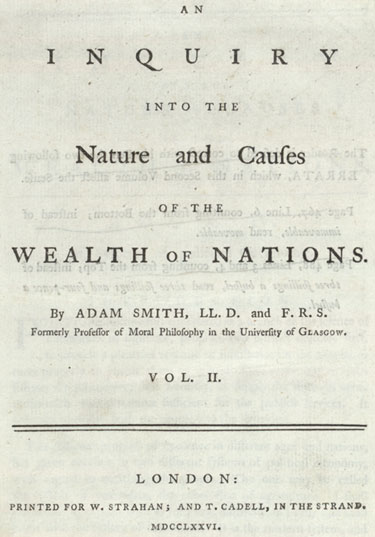
Bohatství národů od Adama Smithe z roku 1776 je považováno za vznik ekonomie.

Dějiny ekonomického myšlení se zabývají vývojem ekonomie jako vědní disciplíny prostřednictvím ekonomických směrů a teorií utvářených po staletí ekonomickými mysliteli, jejich následovníky a ekonomickými školami.
Na samém vzniku se ekonomické otázky prolínaly s náboženskými či byly součástí obecnějších úvah o společnosti.
Jako samostatná vědní disciplína se ekonomie nakonec vydělila v 17. a 18. století zformulováním klasické politické ekonomie. Toto období bylo katalyzátorem pro další rozvoj nových směrů, škol a teorií, které vedly až k dnešní, tzv. moderní ekonomii, která však zdaleka není homogenním celkem a její vývoj rozhodně není uzavřen. To ilustruje následující přehled dějin a směrů ekonomického myšlení.

## Antika
Dějiny ekonomického myšlení byly dlouhou dobu součástí myšlení filozofického. Autorem názvu celé vědní disciplíny „ekonomie“ je starořecký filozof Xenofón, který pro svůj spis použil název „Oikonomikos“. Ve staré řečtině znamenalo oikos dům, nomos pravidla, název spisu tedy lze přeložit jako „pravidla domu“, volněji „pravidla domácího hospodářství“.
Platón se ekonomickými aspekty zabýval především ve svém rozsáhlém dialogu Ústava. Domnívá se, že společnost se má dělit na tři třídy: pracující, vojáky a filozofy. Poslední třída – filozofové by měli vládnout. Naopak, pouze pracující mají mít soukromé vlastnictví. Pro vojáky a filozofy není soukromé vlastnictví vhodné, neboť podlamuje morálku a vede k sobectví a upřednostňování vlastních zájmů, což podle Platóna nejsou správné vlastnosti ani vládce ani obránce vlasti.
Platónův žák Aristotelés se zabývá ekonomickými problémy zejména ve svých spisech Politika a Etika Nikomachova. Aristotelés rozlišuje vlastnictví přirozené a nepřirozené. Přirozené vede k dobrému hospodaření, naproti tomu nepřirozené jen ke zbytečnému hromadění majetku. Rozhodně pak odmítá lichvu.
Římané se rovněž věnovali ekonomickým otázkám, novými významnými myšlenkami však do dějin ekonomického myšlení nepřispěli.

## Scholastika
Pro zárodky ekonomického myšlení období středověku je charakteristický vliv kanonického práva. Scholastika vychází na jedné straně z Písma a na druhé straně ze znovuobjevených spisů antické filozofie. Tuto epochu nejlépe reprezentuje Tomáš Akvinský, dominikánský mnich, katolický filosof a teolog, a jeho rozsáhlý spis Summa theologiae (Suma teologická, 1273).
Akvinský znovu zpřístupnil myšlenky antických filozofů. Čerpá zejména z Aristotela a snaží se jeho filozofii interpretovat v souladu s křesťanským učením. Jedná se o tzv. tomistickou syntézu. Např. stejně jako Aristoteles, Akvinský odmítá úrok, neboť ten představuje odměnu za čas, který věřitel musí čekat na vrácení zapůjčené částky. Čas však náleží Bohu, a proto je nepřípustné, aby si odměnu přisvojoval člověk. Dalším významným příspěvkem kanonistů je koncept spravedlivé ceny, kterým opět navazují na původní výklad Aristotela. Významnost tohoto konceptu spočívá v tom, že cena je poprvé vztažena k nákladům, což bude později dominantním přístupem klasické politické ekonomie.
Strukturu spravedlivé ceny tvoří:
1. náklady výrobce na výrobu
2. náklady obchodníků na dopravu a prodej + přiměřený (spravedlivý) zisk obchodníka
3. daně, cla, mýta a jiné poplatky, které musí být obchodníkem uhrazovány

Významné byly také názory kanonistů na peníze. I zde jsou pro Akvinského východiskem názory Aristotela. Výraznou osobou peněžní teorie 14. století byl např. Mikuláš Oresme, jenž poprvé vyjadřuje souvislosti později známé jako Greshamův zákon.
Dalšími významnými představiteli pozdní scholastiky byli John Duns Scotus Johannes Buridanus.

## Merkantilismus
Jako součást tzv. kameralistiky se začíná v raném novověku rozvíjet merkantilismus, který po celé 17. století zůstává oficiální ekonomickou doktrínou většiny evropských států. Klade důraz na kladnou obchodní bilanci a na významnou roli státu. Na zahraniční obchod se dívá jako na hru s nulovým součtem, kde jeden musí tratit stejnou měrou jako druhý získá. Raný merkantilismus proto odsuzuje odliv peněz ze země a snaží se mu zabránit cly a zákazy dovozu. Pozdější merkantilismus již odliv peněz ze země nezakazuje, avšak stále vidí hlavní zdroj bohatství státu v kladné obchodní bilanci. Merkantilismus ovládal evropské ekonomické myšlení a oficiální státní politiky dlouho do 18. století a byl odmítnut klasickou politickou ekonomií na přelomu 18. a 19. století.

## Kameralismus
Název kameralismus je odvozen z německého slova Kammerkollegium, které představovalo vysoké úředníky, jež působili ve dvorské kanceláři. Činnost úřadu dala vzniknout celé oblasti znalostí Kameralwissenschaften a na počátku 18. století byly na univerzitách zřízeny také katedry kameralistiky (účetnictví). První rakouská katedra kamerálních věd byla založena na Vídeňské univerzitě roku 1752 Johannem Heinrichem Gottlobem von Justi na přání Marie Terezie. 
Kameralismus vznikl na základě poměrně zaostávající ekonomické, sociální a politické struktury v německy mluvicích zemích, což bylo výsledkem třicetileté války v letech 1618–1648. Odhaduje se, že v důsledku válečných událostí a následné rekatolizace obyvatel Habsburské monarchie klesla populace o 30–40 procent,  obchodní výměna klesala a zemědělství a řemesla v menších městech se dostala do hluboké recese. Hospodářská krize tohoto období byla také důsledkem hlubokého politického rozpadu.
Kameralismus ovlivnil ekonomické myšlení v německy mluvicích protestantských zemích i v katolické Habsburské monarchii na přelomu 18. a 19. století. Je jakousi středoevropskou odrůdou merkantilismu. S merkantilismem sdílí ideu silného státu a princip pozitivní obchodní bilance. Stejně jako merkantilisté se i kameralisté soustředili na praktické otázky hospodářské politiky a ne příliš na teoretické otázky.
Od merkantilismu se mimo jiné liší větším důrazem na růst populace. A to ze tří důvodů: mocenských (více poddaných, větší armáda), fiskálních (více lidí odvádějících daně) a poptávkových (větší poptávka → větší trh a výroba). Důraz na populační růst byl znatelný i v merkantilismu, ale v kameralismu byl daleko zřetelnější a to kvůli tomu, že v Habsburské monarchii (hlavně v Českých zemích) byl kvůli rekatolizaci citelný úbytek obyvatelstva (viz exulanti). Rozdílný byl také pohled na obchodní bilanci, pro merkantilisty to byla bilance peněz, pro kameralisty spíše bilance práce (zaměstnanosti). Kameralisté nekladli tak velký důraz na příliv zlata. Za zdroj národního bohatství považovali spíše zemědělství. Zemědělství považovali za nejdůležitější, protože se domnívali, že veškerý průmysl, řemesla a obchod může vzkvétat pouze tam, kde je kvalitní zemědělství. Dalším důvodem byla snaha zajištění zemědělství, které by bylo soběstačné a tudíž nezávislé na dovozu z okolních států. Kvůli tomu byli velmi znepokojeni hospodářskou nerovnováhou mezi městem a venkovem. Kameralisté navrhovali reformu zemědělství, která spočívala v parcelaci velkostatkářské půdy. To by podle nich zvýšilo počet zemědělského obyvatelstva a tím i zemědělskou výrobu. Také motivace rolníků by tím byla posílena, jelikož by pracovali na své vlastní půdě. Kameralisté také rozdělovali práci na produktivní a neproduktivní. Do neproduktivní řadili například práci služebnictva atp.
Kameralismus byl během svého působení nejvíce rozšířen v nejen v Sasku, Prusku, Pruském Slezsku či Habsburské monarchii, ale také například ve Švédsku. Zde se začaly ideje této ekonomické teorie šířit poté, co Švédsko ztratilo pobaltská území v Severní válce. Jeho největším zastáncem byl botanik Carl Linné a jeho žáci.[zdroj?]
Hlavní ideály kameralismu sepsal Johann Heinrich Gottlob von Justi v knize Staatswirtschaft (v překladu Státní ekonomika, 1758). Zde říká, že samostatný stát by měl směřovat ke vzdělávání svých obyvatel, k čemuž by mělo docházet skrze vědecký a technologický pokrok. Naznačil tedy pozitivní roli státu v životech jeho občanů, stát by do ekonomického dění měl zasahovat. Byl to pravý opak liberalismu a jeho neviditelné ruky trhu, který byl v té době aplikován například ve Velké Británii – jež ve svém vývoji předběhla Habsburskou monarchii nejméně o půl století.

## Fyziokratismus
Fyziokratismus, neboli „vláda přírody“, vznikl v polovině 18. století ve Francii, nejpopulárnějším se stal později na konci 18. století. Podstatou fyziokratismu je teorie, že bohatství národů pochází ze zemědělství. Fyziokratismus je považován za první propracovanou ekonomickou teorii a učinil první kroky k osamostatnění ekonomie jako samostatné vědecké disciplíny. Na fyziokratismus navazuje Adam Smith a jeho Bohatství národů, které je považováno za počátek moderní ekonomie.
Fyziokratismus předznamenal příchod klasické ekonomie. Jejich přínosem bylo kladení důrazu na produktivní práci, idea přirozeného řádu a požadavek volného trhu. Jejich slogan, který se snažili prosadit, zněl: „Laissez faire, laissez passer“ – „nechte být, nechte plynout“. Ale i přes všechny tyto jejich přínosy nelze fyziokraty přiřadit ke klasické ekonomii. Hlavním důvodem je, že za produktivní práci považovali jen zemědělství, jejich víra, že bohatství je možno tvořit pouze ve spojení s přírodou (tedy půdou), a že zpracování výrobků považovali jen za nakládání se zemědělskými přebytky. Také se nikdy nepokusili o vysvětlení a popsání směnných poměrů, a čistý produkt chápali jen jako rozdíl hodnoty zemědělské produkce a jejích nákladů.
Specifickým přínosem fyziokratismu byla Ekonomická tabulka Francoise Quesnaye. Byla významným metodickým přínosem, protože poprvé ukázala ekonomiku jako neustále se opakující (kruhový) tok zboží a peněz. Dalo by se říci, že byla prvním, jednoduchým ekonomickým modelem. Quesnay v ekonomické tabulce popisoval vazby mezi hlavními společensko-ekonomickými třídami lidí. Fyziokraté rozdělili společnost do 3 tříd:
- Produktivní třída – zemědělci
- Sterilní třída – lidé v průmyslu a v obchodě

- Nečinná třída – vlastníci půdy

Mezi fyziokraty se řadí kromě Francoise Quesnaye například: Duponta de Nemour, Victora Riquetii a další…

## Klasická politická ekonomie

### Adam Smith
Skotský ekonom a filosof Adam Smith se narodil 5. června 1723 ve městě Kirkcaldy ve Skotsku. V letech 1737–1740 studoval matematiku, geometrii a fyziku na Glasgowské univerzitě. Od roku 1740 studoval sedm let na Oxfordské univerzitě. Od roku 1751 učil logiku jako profesor na Glasgowské univerzitě. V roce 1759 vydal „Teorie mravních citů“. V roce 1764 ukončil svou dráhu profesora, a stal se učitelem syna významného politika Charlese Townshelda. V letech 1764–1766 cestoval po Evropě (Paříž, Toulouse a Ženeva). V roce 1767 byl poradcem Townshelda při vypracování návrhu zdanění. 9. března roku 1776 vydal své stěžejní dílo Bohatství národů (celým názvem „Pojednání o podstatě a původu bohatství národů“). Roku 1778 byl jmenován celním zplnomocněncem pro Skotsko a pro daň ze soli. 17. července roku 1790 umírá v rodném Skotsku.
- Bohatství národů

Bohatství národů je významným dílem nikoli díky tomu, že by přineslo nějaké nové poznatky, ale díky tomu, že se Smithovi podařilo shrnout tehdejší ekonomické vědění do jednoho celistvého díla. Smithovo Bohatství národů bylo značně ovlivněno dobou, v níž Smith žil, tedy osvícenstvím. V období osvícenství filosofové razili cestu myšlenkám svobody, ale státníci stále uplatňovali politiku merkantilismu. Tento konflikt mezi ideologií liberalismu a přetrvávající politikou merkantilismu je i tématem Bohatství národů, kde Smith kritizuje stávající obchodní systém. Smith věnoval stávajícímu systému osm kapitol čtvrté knihy, a poslední kapitolu věnoval fyziokratismu, který považoval za velký pokrok. V Bohatství národů Smith zmiňuje a popisuje čtyři ústřední témata, která se stala stěžejními pro klasickou politickou ekonomii. Těmito tématy jsou:
1. Neviditelná ruka trhu
2. Růst národního bohatství
3. Měření národního bohatství
4. Teorie hodnoty a rozdělování

Smith zdůrazňoval, že ekonomika nemůže být řízena jako jedna velká firma. Osobně prosazoval ideu přirozeného řádu. Tu odvodil od Davida Humea a Françoise Quesnaye, ale dovedl jí do hloubky, a to hlavně svou představou neviditelné ruky trhu, která ho proslavila nejvíce. Podstatou teorie neviditelné ruky trhu je myšlenka spontánní harmonie individuálního a společenského zájmu. Smith si byl vědom konfliktů mezi třídami a mezi zájmy jednotlivce a zájmy společnosti, neviditelná ruka trhu tedy ztělesňuje určitý soulad mezi zájmy jednotlivce a zájmy společnosti. Zároveň tvrdí, že tento soulad je přirozený a neměl by být docilován zasahováním státu do politiky. Smith zdůrazňuje, že národní bohatství není ničím jiným než souhrnem individuálních bohatství. Z toho vyplývá, že jedinec sledující své zájmy a zvětšující své bohatství, zvětšuje i bohatství celého svého národa. Ovšem Smith nevysvětloval harmonii mezi individuálními a společenskými zájmy pouhým sčítáním bohatství. Pro Smithe byla velice důležitá i dělba práce, konkurence a akumulace. Smith sám ve své knize píše:„Není to laskavost řezníka, sládka nebo pekaře, které vděčíme za to, že máme svůj oběd, nýbrž jejich zřetel na vlastní zájem. Nespoléháme na jejich lidskost, ale na jejich sebelásku, a nezdůrazňujeme jim naše potřeby, ale výhody, které jim plynou.“ (Smith, A, 1910, dle Holman, R. a kol., nakladatelství C. H. Beck, Praha 1999, Dějiny ekonomického myšlení, s.47)

### Thomas Robert Malthus
Thomas Robert Malthus (1766–1834) se zapsal do dějin ekonomického myšlení svou populační teorií. Tato teorie sice nebyla moderní ekonomií přijata, ale nebyla zcela zavržena. Ekonomové tvrdí, že spíše patří do jiného vědeckého oboru než je ekonomie. Jeho teorie vycházela z toho, že přirozená tendence k rozmnožování je tak silná, že vyvolává rychlejší růst populace, než jak rychle mohou růst zdroje obživy. Zatímco populace má tendenci se zvětšovat geometrickou řadou (1, 2, 4, 8, 16, 32, 64, 128,…), zdroje obživy se mohou zvětšovat nanejvýš řadou aritmetickou (1, 2, 3, 4, 5, 6, 7, 8,…). Z toho na první pohled plyne nesoulad, který Malthus nazval populační teorií. Jeho teorie naznačovala, že hospodářský růst není schopen odstranit chudobu mas. Jediným způsobem by podle Malthuse byla morální sebekontrola. Podle Malthuse k hromadné smrti hladem nedochází jen díky jevům zvyšujícím úmrtnost, nebo snižujícím porodnost. Malthus vidí tyto jevy v jistém smyslu jako pozitivní. Pro tyto názory si ekonomie vysloužila přízvisko „ponurá věda“.

### David Ricardo
David Ricardo (1772–1823) přišel s novým pojetím existenčního minima. Do té doby bylo za existenční minimum považováno fyzické minimum (minimum pro přežití dělníka). Podle Ricarda bylo existenční minimum ovlivněno vyspělostí dané země, historickým vývojem dělnické třídy, jejími zvyky a životním stylem. Díky tomu mohlo být existenční minimum různé v různých zemích a výše existenčního minima anglického dělníka tak byla několikrát vyšší než výše existenčního minima indického dělníka. Ricardo také vysvětlil, proč se mzda dlouhodobě udržuje okolo existenčního minima. Ricardo rozlišoval tržní mzdu a přirozenou mzdu, přirozená mzda podle něj byla peněžním vyjádřením existenčního minima. Když akumulace kapitálu sílí, roste poptávka po práci a s ní i tržní mzda, dělnické rodiny pociťují zlepšení oproti normálnímu stavu v dané zemi a přirozenou reakcí je zvyšování populace. Růst populace po určité době zvýší nabídku práce na trhu a tím stlačí tržní mzdu zpět na úroveň přirozené mzdy. Opačnou situací je ochabnutí akumulace kapitálu a s ní i poptávka po práci. To vyvolá pokles tržní mzdy pod přirozenou mzdu a tím sníží populaci. To se po delší době projeví poklesem nabídky a zvýšením tržní mzdy zpět na úroveň přirozené mzdy. Tato teorie je nazvána Ricardův mzdový zákon.

### John Stuart Mill
John Stuart Mill (1806–1873) navazoval na Smithe, Malthuse i Ricarda. Byl v zásadě posledním velkým představitelem klasické politické ekonomie (někdy bývá za posledního klasika označován i Karl Marx). Jeho dílo Zásady politické ekonomie mělo velký úspěch u Anglické ekonomické veřejnosti. Po dvě generace se v Anglii učila politická ekonomie právě podle jeho díla. Až v roce 1890 se v Anglii začalo učit podle Marshallových Zásad ekonomie.
Dalšími klasickými politickými ekonomy byli Jean B. Say a Nassau W. Senior.

## Francouzský socialismus
Na počátku 19. století se začínají objevovat myšlenkové směry, které odmítají kapitalismus. I když jsou jednotlivé proudy od sebe odlišné, mají několik společných znaků. Nový systém, který chtěly nastolit, by nebyl založen na soukromém vlastnictví, ale na určité formě kolektivního vlastnictví. Socialisté přisuzovali bídu dělníků, hospodářské krize a morální úpadek společnosti, podle nich negativním jevům jako soukromé vlastnictví, nedokonalost konkurence a honba za ziskem.
Socialismus se dá rozdělit do tří proudů:

### Asociacionismus
Základní ideou asociacionismu bylo vytvoření hospodářských komunit (asociací), v rámci kterých by bylo kolektivní vlastnictví. Asociacionisté byli přesvědčeni, že není zapotřebí svrhnout kapitalismus násilnou cestou, protože asociace se v hospodářské soutěži prosadí samy. To odvozovali z toho, že pro dělníky bude přitažlivější pracovat pro určitou komunitu a že dělníci budou v rámci komunity více motivováni. Známými představiteli jsou Charles Fourier a Louis Blanc.

### Anarchismus
Tento proud byl více radikální než asociacionismus. Anarchisté chtěli, na rozdíl od asociacionistů, svrhnout stát a dát asociacím větší pravomoci.
Ovšem anarchisté, ani nechtěli zrušit soukromé vlastnictví. Významným představitelem anarchismu ve Francii byl Pierre J. Proudhon, jehož hlavní ideou bylo vytvoření jakýchsi volných úvěrů. Díky těmto úvěrům by se každý mohl stát soukromým vlastníkem a vyrábět.

### Saint-Simonismus
Saint-Simonismus je nejvýznamnějším proudem Francouzského socialismu. Jeho zakladatelem byl Henri de Saint-Simon. Jeho představy byly značně odlišné od předchozích dvou proudů. On se naopak domníval, že celá společnost může být řízena inteligencí osvícené elity. Věřil v rozvoj vědy a průmyslu. Jeho ideálem bylo vytvoření nové elity vědců a inženýrů, kteří by celou hospodářskou společnost řídili jako jeden celek. Díky organizaci zmizí chaos konkurence a společnost získá nový řád. Jeho cílem bylo přetvoření politiky ve vědu, místo stávající vlády chtěl dosadit vládu matematiků, fyziků, biologů, podnikatelů, inženýrů a umělců.
Saint-Simon dokázal svou teorií nadchnout mnoho významných osobností 19. století. Například Napoleon III., Honoré de Balzac, Victor Hugo, bratři Pereirové, ti všichni byli jeho myšlenkami ovlivněni.
Přes veškerou rozmanitost a promyšlené systémy, byl přínos Francouzského socialismu nulový. To je způsobeno tím, že se všechny tři proudy zaměřovaly na projektování nového řádu, místo toho aby se zabývaly skutečnými jevy.

## Německá historická škola
V 19. století, kdy ve Francii a Anglii převládly teorie klasické politické ekonomie, v Německu převažovala historická škola. Historické školy byly i v jiných zemích (například i v Anglii), ale jejich vliv byl potlačen klasickou ekonomikou. Důvodem proč v Německu převažovala historická škola, bylo, že v Německu byla historie jako věda velice uznávaná a na vysoké úrovni.
Historická škola se od klasické politické ekonomie značně lišila. Klasičtí ekonomové hledali univerzální zákony, které by platily pro každý stát v každé době. Historická škola nepokládala ekonomické jevy za konzistentní. Naopak tvrdila, že ekonomie má evoluční charakter a mění se s dobou.
Německá škola se dělí do tří etap:
1. Starší historická škola
2. Mladší historická škola
3. Nejmladší historická škola (občas neuváděna)

Ve všech těchto směrech můžeme najít prvky metody zvané historismus, ten byl metodou, kterou se německá historická škola odlišovala od ostatních ekonomických směrů. Myšlenku, že historie je zdrojem pro ekonomické poznatky sice používali i jiní ekonomové (například Adam Smith). Ale pro německou historickou školu to zároveň znamenalo, že programově odmítali možnost univerzálních ekonomických teorií, které by bylo možno aplikovat na různé situace. Od klasické politické ekonomiky se německá historická škola výrazně lišila i v tom, že roli státu považovala, na rozdíl od klasických ekonomů, za velmi důležitou v rámci národní ekonomiky.
Historická metoda (historismus) spočívá v tom, že se ekonomové ohlíželi zpět do minulosti. Neznamená to ovšem, že by hledali nějaké obecné pravdy, ba naopak. Ekonomové německé historické školy 19. století tvrdili, že historické jevy jsou neopakovatelné, neboť závisí na podmínkách v daném státě (mentalita, zvyky, atp.) Tudíž nemá smysl snažit se najít jakékoli univerzální zákony.

### Starší historická škola
Ve starší historické škole byl historismus v daleko slabší podobě než později v mladší historické škole. Do Starší historické školy se řadí tři významnější autoři: Bruno Hildebrand, Karl Knies a Wilhelm Roscher.
Nejznámějším a zároveň nejrespektovanějším z těchto tří byl Wilhelm Roscher. Vydal pětisvazkové dílo zvané „Systém národního hospodářství“. Toto dílo shledalo v Německu velký úspěch. Roscher byl ochotný uznat, že existují určité obecné ekonomické zákony, ale je možné je objevit pouze zkoumáním historie. Roscher používal metodu historickou a sám se nazýval historizujícím ekonomem. Nezajímal se o popis ekonomického chování jednotlivce, ale pouze větších ekonomických celků.

### Mladší historická škola
Nejvýznamnějším historizujícím ekonomem Mladší historické školy byl Gustav von Schmoller. Schmoller na rozdíl od Rochera odmítal uznat existenci obecných ekonomických zákonů. Nejvíce kritizoval anglické klasiky, o kterých tvrdil, že jejich metody jsou nevědecké. Schmoller se od Rocherra lišil také tím, že nestudoval národní ekonomiky, ale ekonomiky institucí, jako součásti národních ekonomik. Z těchto studií se snažil formulovat různá politická doporučení.

### Nejmladší historická škola
Známými představiteli nejmladší historické školy byli Max Weber a Werner Sombart. Oba byli historizujícími ekonomy, avšak historismus v pojetí Schmollera pro ně již nebyl typický.
Max Weber se proslavil dílem zvaným „Protestantská etika a duch kapitalismu“, ve které přišel s teorií o vzniku kapitalismu. Zjistil, že kapitalismus vznikal mezi protestanty (kalvinisty) odkud se dál šířil. Podle jeho hypotézy vede kalvinistická víra k odříkání a touze po úspěchu. Kalvinisté věří, že úspěch je projevem boží milosti a spasení. Tato víra je podle Maxe Webera duchovní silou, z níž se zrodil evropský kapitalismus.
Werner Sombart podobně jako Weber hledal historický původ kapitalistického ducha. Ovšem nikoli v kalvinismu ale v židovství. Ve svém díle „Židé a moderní svět“ uveřejnil teorii, podle které rozptýlení židů po Evropě, kteří měli smysl pro obchodování, umožnilo vznik obchodních vztahů mezi nimi po celé Evropě. Společně s sebou přinášeli podle Sombarta i duch kapitalismu.
Významnou chybou historizujících ekonomů bylo, že nedokázali (na rozdíl od klasických politických ekonomů) spojit historii s teorií. Věřili, že obecná znalost se sama ukáže důkladnými studiemi historie. Ovšem nebrali v úvahu to, že k získání obecných znalostí je zapotřebí spojit historické poznatky s teoretickou praxí. Velká vazba na historii způsobila také to, že se ekonomie historické školy nebyla schopna osamostatnit jako samostatná vědní disciplína. Díky detailnímu popisování různých historických realit, totiž měla německá historická škola velmi nezřetelné hranice a dalo by se říci, že se jednalo spíše o vědu historicko-ekonomickou.

## Marxismus

### Karl Marx
Karl Marx (1818–1883) studoval filosofii a práva na univerzitách v Bonnu a Berlíně. Po ukončení studia, začal kariéru radikalistického žurnalisty. V roce 1843 odešel kvůli problémům s pruskými úřady do Paříže. Spolu s přítelem, se kterým se zde seznámil Friedrichem Engelsem napsal „komunistický manifest“, který v budoucnu silně ovlivnil komunistické hnutí ve světě. Motto tohoto manifestu Proletáři všech zemí, spojte se! se stalo jakousi výzvou ke spojení dělnických spolků v mezinárodní dělnické hnutí. Marx byl také spoluzakladatelem mezinárodní Ligy komunistů. Opět měl potíže s úřady a tak odchází do Belgie, ale odtud znovu odešel roku 1849 do Londýna, kde se usadil. Zde díky Engelsově finanční podpoře vydal své životní dílo „Kapitál“. Druhý a třetí díl vydává Engels až po Marxově smrti.
Z pohledu Marxe spočíval problém společnosti v rozdělení do dvou tříd, vykořisťovatelé a vykořisťovaní, a v antagonismech mezi nimi. Marx viděl klíč k tomuto problému ve zrušení soukromého vlastnictví. Třída vlastníků výrobních prostředků (půdy, strojů, atp.), donutí třídu dělníků, aby pracovala, a tím je vykořisťuje. Podle Marxe tento systém vždy vrcholí revolucí a nastolením nové třídy vlastníků a nové třídy nevlastníků. Takto rozdělil společnost do 5 etap:
1. Kolektivistická společnost - V této etapě jsou si všichni rovni, společnost je prvobytně pospolná
2. Otrokářská společnost - V důsledku neolitické revoluce se společnost rozdělila na otrokáře (vykořisťovatelé) a otroky (vykořisťovaní), kteří jsou majetkem otrokáře.
3. Feudální společnost - Třída feudálů vykořisťuje třídu poddaných (nevolníků), kteří jsou připoutáni k půdě.
4. Kapitalistická společnost - Kapitalisté vykořisťují dělníky, i když ti nejsou jeho majetkem, ale námezdní silou.
5. Komunistická společnost

Komunistická společnost je pátou a podle Marxe poslední etapou. Komunistická společnost měla být ideální v tom, že zde budou zrušeny jednotlivé třídy, každý bude pracovat podle svých sil a nebude chudých ani bohatých, protože všechno bude všech.
Komunismus se v jistém slova smyslu podobal francouzskému socialismu. Karl Marx ovšem nazval francouzský socialismus utopickým a nevědeckým a dalo by se říci, že měl pravdu. Sám sice nedospěl ke správným závěrům, ale jeho metoda byla vědecká. K tomu přispělo hlavně to, že se pokusil o provedení důkladné anatomie kapitalismu a formuloval teorii jeho zániku. Od francouzských socialistů se Marx lišil ještě v jednom ohledu. Francouzští socialisté se nezabírali studiem a rozborem kapitalismu, a místo toho popisovali a promýšleli do posledních detailů své vize budoucnosti. Marx na rozdíl od nich popsal kapitalismus, ale v popisu budoucího komunistického řádu byl opatrný a omezil se pouze na tvrzení, že v něm nebude existovat soukromé vlastnictví a třída kapitalistů. Marx pro svůj program zvolil raději přívlastek „komunistický“, jelikož se domníval, že slovo „socialistický“ bylo francouzskými socialisty dokonale zdiskreditováno.
Marx se ovšem zmýlil, když předpovídal vývoj kapitalistické společnosti. Marx se domníval, že způsob kapitalistické výroby bude vyžadovat stále méně kvalifikovanou pracovní sílu. Na rozdíl od toho kapitalistická výroba žádá stále více kvalifikovanou práci. Marx si myslel, že k proletářské revoluci dojde v zemi, která je průmyslově nejvyspělejší a dělnická třída je proto nejvíce uvědomělá (tedy v Anglii). Ve skutečnosti však došlo k proletářské revoluci v zemi, kde byl kapitalismus teprve v počátcích, a dělnická třída tvořila minimum obyvatel, v Rusku. Marx se také mýlil, když tvrdil, že rozdíly mezi třídami se budou zvětšovat. Dnes stěží rozeznáme, kde začíná a kde končí ta, či ona třída.

## Marginalismus
V poslední třetině 19. století s nástupem marginalistických teorií (teorie mezního užitku, teorie mezní produktivity) proběhla v ekonomii změna paradigmatu. Konkrétně v roce 1871 byla publikována zásadní ekonomická díla, která umožnila vytvořit nový systém ekonomického myšlení. Z tzv. marginalistické revoluce postupně vyrůstala moderní ekonomická věda, zejména moderní mikroekonomie.
Jednalo se o revoluci v metodologii, neboť ekonomie začala používat mezní veličiny. Marginalistická metoda umožňovala analyzovat alokaci ekonomických zdrojů a otevřela prostor pro matematizaci ekonomie.
Tato nová politická ekonomie se podstatně lišila od tehdy stále dominující klasické politické ekonomie.
Zatímco klasičtí ekonomové se soustředili na nabídkovou stranu trhu a ekonomický růst, marginalisté zaměřili pozornost na poptávkovou stranu trhu a alokaci omezených zdrojů.
Klíčovými osobnostmi marginalistické revoluce byli William Stanley Jevons, Carl Menger a Léon Walras, kteří v roce 1871 (Walras až v roce 1874) nezávisle na sobě vydali díla, ve kterých komplexně formulovali teorii mezní užitečnosti:
- William Stanley Jevons – Theory of Political Economy (Teorie politické ekonomie, 1871)
- Carl Menger – Grundsätze der Volkswirtschaftslehre (Zásady národohospodářské nauky, 1871)
- Léon Walras – Éléments d'économie politique pure (Základy čisté politické ekonomie, 1874)

Z marginalistické revoluce vzešly tři významné školy ekonomického myšlení: rakouská škola, lausannská škola a cambridgeská škola. Poslední dvě představovaly počátek neoklasické ekonomie, která dodnes hraje v ekonomii významnou roli.